# パヴィアク刑務所

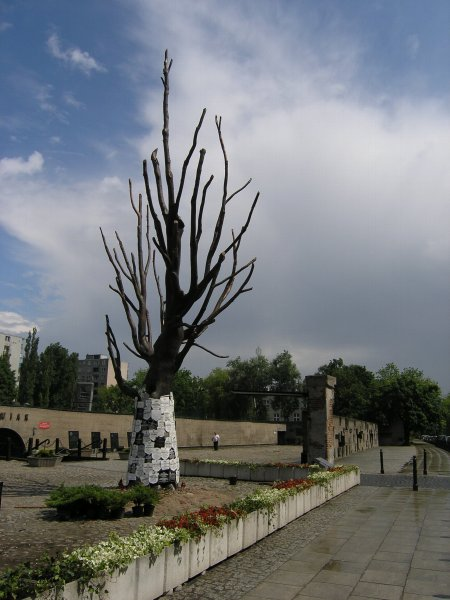
パヴィアクで唯一残った木

パヴィアク刑務所（Pawiak Prison）は、ポーランドの首都ワルシャワの中心部にあった政治犯の刑務所。パヴィアク監獄ともいう。
1829年から1835年の間に、ダツィエルナ通りとパヴィアク通りの間に建築家ヘンリク・マルコーニの設計に基づいてロシアの監獄として建設された。まもなく一月蜂起で逮捕されたポーランドの政治犯が収監される。独立後のポーランドでは、パヴィアクは、政治犯や犯罪者の刑務所として利用された。
しかし、反体制活動家の抑圧や抹殺のシンボルとしてここが知れ渡ることになるのは、第二次世界大戦になってドイツ軍がポーランドに侵攻してからのことである。1939年から1944年の間、およそ10万人の男性と2万人の女性がここに捕らえられていた。ほとんどが地下組織のメンバーで、なかには軽微な事件で逮捕されたような人たちも含まれていた。それらの人々のおよそ3万7千人は射殺され、6万人はさらに強制収容所に移送された。
1944年8月1日のワルシャワ蜂起の後、ここにまだ残っていた収監者は全員射殺され、建物は8月21日爆破により破壊された。それでも残ったのは、わずかな壁の残骸、近在の樹木で、その木にここに監獄があったことを示す記念のプレートが掛けられていた。その木が枯れ始めて、2005年ブロンズの案内板が建てられた。なお現在はこの地に博物館を併設した記念館が建てられている。